# Daniel Bocanegra
Daniel Eduardo Bocanegra Ortiz (Purificación, 23 de abril de 1987) é um futebolista Colombiano que atua como meia ou zagueiro no América de Cali.

## Internacional
A nível internacional, ele é parte da Colômbia, de receber o seu primeiro convite, em novembro de 2014.

## Títulos
Santa Fe
- Copa Colômbia: 2009

Atlético Nacional
- Liga Aguila: 2013-I, 2013-II, 2014-I, 2015-2
- Copa Colômbia: 2013
- Copa Libertadores da América: 2016
- Recopa Sul-Americana: 2017
- Florida Cup: 2018

### Prêmios individuais
- Equipe ideal da América de 2014
- Equipe ideal da América de 2016